# Arkonia Szczecin
El Arkonia Szczecin es un equipo de fútbol de Polonia que juega en la Klasa Okręgowa, la séptima división nacional. Llegó a jugar en la Ekstraklasa, máxima categoría del fútbol polaco, en los años 1950 y años 1960.

## Historia
El club fue fundado en 1945 en Koszalin, que en ese entonces era la sede de las autoridades provinciales (ver Gwardia Koszalin). Allí también disputó su primer partido de fútbol con la representación de las unidades locales del Ejército Rojo. Un año después se mudó a Szczecin y funcionó como Milicyjny Klub Sportowy Szczecin. Esta fecha se considera el inicio oficial del funcionamiento del club deportivo Arkonia Szczecin. En los años 1947-1956, el club se llamaba Gwardia Szczecin y estaba subordinado al Ministerio de Seguridad Pública. En ese momento los jugadores del equipo Arkoński Lasek en 1951 fueron ascendidos por una temporada. Tras la liquidación de MBP a finales de 1954, el club, como todas las unidades organizativas de MO, pasó a formar parte de las estructuras del Ministerio del Interior, y en 1956, tras la fusión con el Budowlany, su nombre fue cambiado por el de Szczeciński Klub Sportowy Chrobry. En 1958 se llevó a cabo otra fusión, con el Stoczniowiec, y se estableció el Stoczniowo-Gwardyjski Klub Sportowy Arkonia Szczecin, nombre que estuvo vigente hasta 1971. Durante este período había quince secciones deportivas en el Arkona, la mayoría de las cuales se encontraban entre las mejores del país. Fue el período de su mayor prosperidad y numerosos éxitos deportivos como:
- re-ascenso en 1962 de la sección de fútbol a la Ekstraklasa polaca
- Campeonato de fútbol juvenil de Polonia en 1964
- trece veces ganando el campeonato de Polonia y la Copa de Polonia por la sección de waterpolo
- Campeonato polaco de turismo en lanchas motoras
- campeonatos y subcampeonatos de nadadores, boxeadores y judocas

Los jugadores de Arkonia establecieron récords polacos, incluyendo en natación y ciclismo de montaña, y formó parte de selecciones nacionales de fútbol, waterpolo, ciclismo de pista y ruta y natación.
Como resultado de la fuerte presión social provocada por el llamado "Accidente de diciembre" en 1970, durante el cual en las calles de Szczecin hubo una pacificación por parte de las fuerzas del Ministerio del Interior de las manifestaciones de los trabajadores, principalmente por parte de la tripulación del Astillero Szczecin. A. Warski (hubo muertes entre los heridos), en 1971 el astillero se retiró de la financiación del club de milicias, estableciendo el suyo propio: el Stal Stocznia Szczecin.
A partir de ese momento, el número de secciones deportivas en Arkonia se redujo al transferirlas a otros clubes de Szczecin; por ejemplo, la sección de voleibol se transfirió a LKS Gryf Szczecin y la sección de esgrima a Włókniarz Szczecin. Algunas secciones (por ejemplo, boxeo, gimnasia y atletismo) fueron liquidadas y sus jugadores se trasladaron a otros clubes de Szczecin. En el año 2000 se entrenaron en Arkona atletas de cinco secciones: fútbol, waterpolo, judo, kárate y aikido.
Arkonia es uno de los dos clubes (aparte de Pogoń) que representó a Pomerania Occidental en la Ekstraklasa. Actualmente, el equipo de Arkonia juega en las ligas regionales de Pomerania Occidental, y el club se ha centrado principalmente en la formación de jóvenes.
En 2008 la sección de waterpolo de Arkonia ganó el campeonato polaco por primera vez desde 1979. Este es el título número 15 en la historia del club. En la temporada 2011/12, ganaron el título nacional por 16.ª vez.

## Palmarés
- Clase A de Szczecin: 1

1950